# 浙江兴业银行
浙江兴业银行清朝光绪三十三年（1907年）由浙江铁路公司发起创立的商业银行，初期总行设在杭州羊坝头，后迁上海，是中华民国时实力最雄厚的商业银行之一，也是“南三行”之一。浙江兴业银行按汤寿潜取“振兴浙江实业”之义命名，是浙江省第一家银行，也是国内第一家商业银行。

## 历史
清光绪三十一年（1905年），为抵制英商侵夺浙江的铁路开发权，浙江实业家汤寿潜倡议商民集股自办全浙铁路。同年七月，在旅沪浙江同乡会及浙籍富商支持下，浙江全省铁路公司在上海成立，汤寿潜为总理。
光绪三十三年（1907年）五月，因筹款及管理资金需要，浙江全省铁路公司决定附设浙江铁路兴业银行，定名为浙江兴业银行，初定资本为100万元。总行设在杭州，次年在上海、汉口设立分行。
中华民国建立后，1914年，浙江铁路公司收归国有，股份出让，承购者多为工商业者，而以杭州丝绸商蒋海筹、蒋抑卮父子为最巨。浙江兴业银行进行改组，原大清银行正监督叶景葵出任浙江兴业银行董事长一职。1915年，浙江兴业银行总行迁沪，以“准备充足，信用为上”为经营方针，业务稳扎稳打。
1918-1937年，浙江兴业银行存款总额曾五度在全国各大商业银行中居首位。放款中对民族工商业的贷款占相当比重。20世纪30年代初期，上海13家重要商业银行的工矿企业放款中，浙江兴业银行贷出数约占总数的1/4。得到该行贷款的民族工商企业先后有600余家，如大生纱厂、永利制碱公司、宝成纱厂、恒丰纱厂、大中华纱厂、中兴煤矿、商务印书馆等。在该行发展的中后期，经营房地产业务是其特色之一。在上海的华资银行中，浙兴的房产业务做得最大、最著名，拥有近1000幢房屋。
中华人民共和国成立后，1951年，浙江兴业银行公私合营，成為國有資產，后并入中国人民银行，惟有香港分行仍然独立运营，接受中国银行港澳管理处管理。并于1990年代加入香港中银集团。
2001年10月1日，香港分行併入中銀香港。

## 历任管理人员
- 董事长：叶景葵。
- 总司理：胡藻青、沈新三；经理：蔡谷清、张笃生、徐行恭、马久甫、吕望仙；副经理：倪福保、罗敬义、蔡受百。

## 旧址
- 浙江兴业银行杭州分行大楼
- 浙江兴业银行上海总行大楼：黄浦区北京东路230号，建于1935-1936年，现代式，上海市优秀历史建筑，黄浦区登记不可移动文物
- 浙江兴业银行南京分行大楼
- 浙江兴业银行天津分行大楼
- 浙江兴业银行汉口分行大楼：中山大道与江汉路交汇处，欧式建筑。

- 浙江兴业银行杭州分行大楼
- 浙江兴业银行上海总行大楼
- 浙江兴业银行南京分行大楼
- 浙江兴业银行天津分行大楼